# Nicolas Kocik
Nicolas Kocik, né le 4 août 1998 à Maubeuge (Nord), est un footballeur français. Il évolue actuellement au Mans FC au poste de gardien de but.
Il est le petit-fils de Bolec Kocik qui a joué au Valenciennes FC.

## Biographie

### Débuts au Valenciennes FC
Après être passé par le FC Famars, Nicolas Kocik rejoint l'US Municipale Marly en 2009. En 2011, en compagnie de Jeff Reine-Adélaïde et Colin Dagba, il participe au concours d'entrée au Pôle Espoirs de Liévin, mais n'est pas admis. Il intègre le centre de formation du Valenciennes FC en 2013 où il débute tout d'abord avec les U17 puis les U19. À partir de l'été 2016, il s'entraîne avec le groupe professionnel et il fait même quelques apparitions sur les feuilles de match sans toutefois jouer.
Le 27 avril 2017, il signe son premier contrat professionnel avec le VAFC jusqu'en 2020. Il est le troisième gardien dans la hiérarchie derrière Damien Perquis et Cyrille Merville. 

#### Prêt au Mans FC (2018-2019)
Lors de la saison 2018-2019, il est prêté au Mans FC qui évolue en National. Lors de son prêt dans la Sarthe, il ne joue aucun match avant avril mais prend part aux cinq dernières journées de championnat ainsi qu'au barrage de promotion. Lors du match retour des barrages, il se montre décisif contre le Gazélec Ajaccio en arrêtant un penalty à la 90e, aidant le club à obtenir la montée en Ligue 2.

### Retour au VA
Le 13 août 2019, il fait ses débuts professionnels avec le VAFC lors du premier tour de la Coupe de la Ligue sur la pelouse de l'AC Ajaccio lors d'une défaite quatre buts à un. Il porte le maillot valenciennois pour la première fois 49 ans après le dernier match de son grand-père Bolec. Ses débuts en championnat de Ligue 2 ont lieu le 4 février 2020 lorsqu'il entre en jeu  à la 65e minute après l'expulsion du gardien titulaire Jérôme Prior.

#### Prêt au SO Cholet (2021-2022)
Pour la saison 2021-2022, il est prêté au SO Cholet en National.  Il y fait sa première saison complète en prenant part à vingt-six rencontres de championnat et quatre de Coupe de France.

#### Retour au Mans FC
Le 5 juillet 2022, le club manceau officialise le retour de Kocik dans le cadre d’un transfert définitif. Il y est titulaire dès son retour.

### Sélections
Il porte pour la première fois le maillot de l'équipe de France U17 en février 2015 contre la Belgique.
Il est sélectionné pour le championnat d'Europe des moins de 17 ans en mai 2015. Lors des phases de groupe, la France remporte trois victoires en trois matchs. Elle élimine ensuite l'Italie, trois buts à zéro, en quart de finale, et la Belgique deux tirs au but à un après un match nul un but partout en demi-finale. En finale, elle remporte le titre européen en battant l'Allemagne sur le score de quatre buts à un.

## Statistiques
| Saison                | Club                  | Championnat           | Championnat | Championnat | Coupe nationale | Coupe nationale | Coupe de la Ligue | Coupe de la Ligue | Total | Total |
| Saison                | Club                  | Division              | M.          | B.          | M.              | B.              | M.                | B.                | M.    | B.    |
| 2018-2019             | Le Mans FC (prêt)     | National              | 5+2         | 0           | -               | -               | -                 | -                 | 7     | 0     |
| 2019-2020             | Valenciennes FC       | Ligue 2               | 2           | 0           | -               | -               | 1                 | 0                 | 3     | 0     |
| 2020-2021             | Valenciennes FC       | Ligue 2               | -           | -           | -               | -               | -                 | -                 | 0     | 0     |
| Sous-total            | Sous-total            | Sous-total            | 2           | 0           | -               | -               | 1                 | 0                 | 3     | 0     |
| 2021-2022             | SO Cholet             | National              | 26          | 0           | 5               | 0               | -                 | -                 | 31    | 0     |
| 2022-2023             | Le Mans FC            | National              | 30          | 0           | -               | -               | -                 | -                 | 30    | 0     |
| 2023-2024             | Le Mans FC            | National              | 28          | 0           | -               | -               | -                 | -                 | 28    | 0     |
| 2024-2025             | Le Mans FC            | National              | 31          | 0           | -               | -               | -                 | -                 | 31    | 0     |
| 2025-2026             | Le Mans FC            | Ligue 2               | 1           | 0           | -               | -               | -                 | -                 | 1     | 0     |
| Sous-total            | Sous-total            | Sous-total            | 90          | 0           | -               | -               | -                 | -                 | 90    | 0     |
| Total sur la carrière | Total sur la carrière | Total sur la carrière | 125         | 0           | 5               | 0               | 1                 | 0                 | 131   | 0     |

## Palmarès
En 2015, il remporte le championnat d'Europe des moins de 17 ans avec l'équipe de France des moins de 17 ans.